# 착륙선

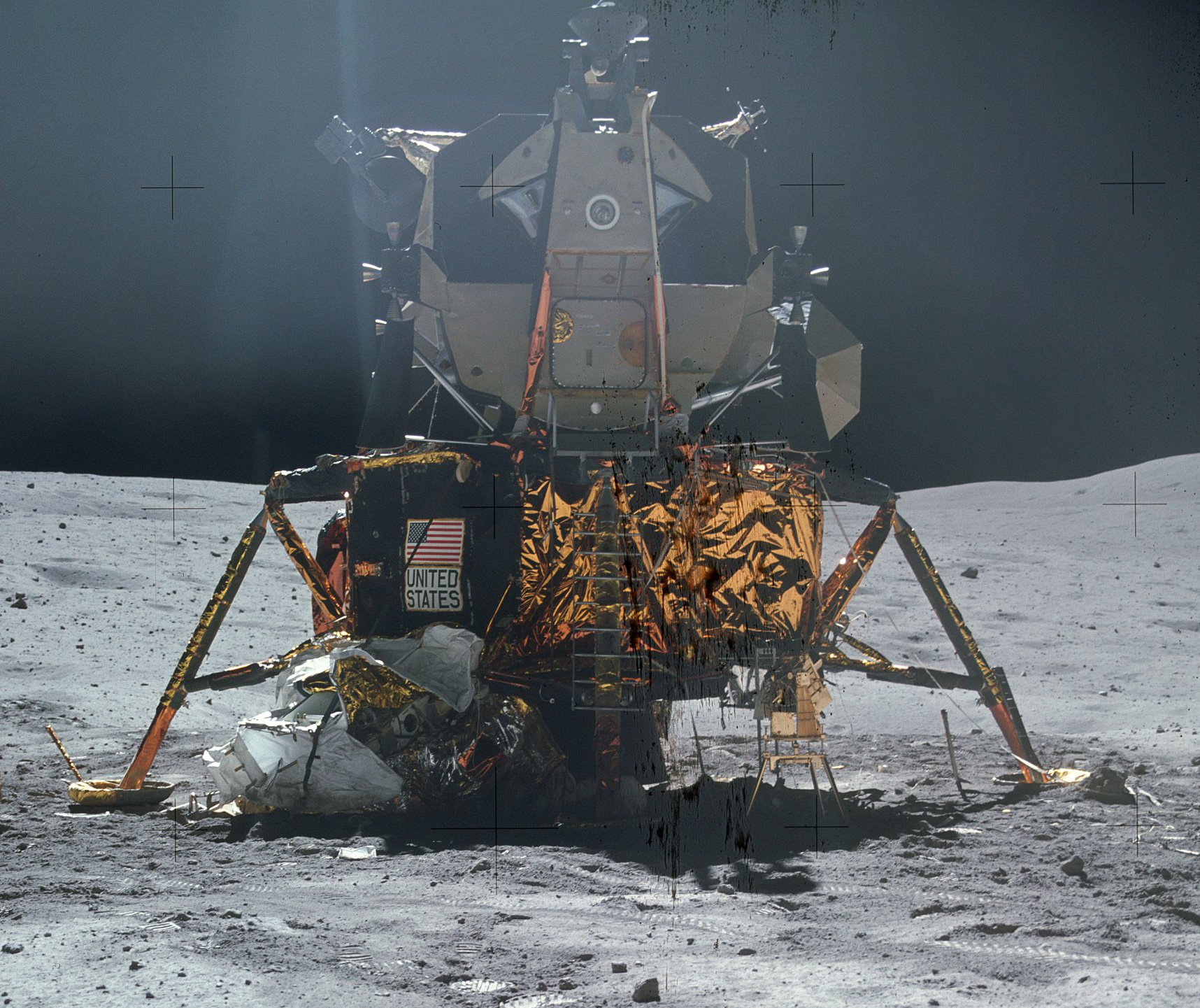
아폴로 16호 착륙선.

착륙선(着陸船, lander 랜더[*])은 천체에 접근하여 그 표면에 안착하는 우주선을 말한다.
착륙선은 천체의 표면을 향해 하강하여 정지하는 우주선이다. 표면에 도달하면 프로브가 손상되거나 파괴되는 경착륙을 하는 충격 프로브와 달리 착륙선은 소프트 랜딩을 한 후 프로브가 계속 작동한다.
대기권이 있는 물체의 경우 착륙은 대기 진입 후에 발생한다. 이 경우 착륙선은 낙하산을 사용하여 낮은 종단 속도를 유지할 수 있을 만큼 속도를 늦출 수 있다. 어떤 경우에는 착륙선의 속도를 줄이기 위해 작은 착륙 로켓이 충돌 직전에 발사된다. 착륙은 중력이 낮은 천체에 대한 착륙 후 부착 메커니즘(예: 필라에(Philae)에서 사용하는 메커니즘)을 추가하여 통제된 하강 및 랜딩 기어에 내려놓을 수 있다. 일부 임무(예: 루나 9 및 마스 패스파인더)는 전통적인 랜딩 기어를 사용하는 대신 팽창식 에어백을 사용하여 착륙선의 충격을 완화했다.
충돌 결과를 연구하기 위해 의도적으로 고속 충돌이 계획된 경우 우주선을 임팩터라고 한다. 몇몇 지상파 물체는 착륙선 또는 임팩터 탐사의 대상이 되었다. 그 중에는 지구의 달, 그리고 행성 금성, 화성, 수성, 그리고 토성의 위성 타이탄, 그리고 소행성 및 혜성이 있다.

## 같이 보기
- 화성에 존재하는 인공물 목록